# Championnat du Bénin de football 2013-2014
Navigation
Édition précédente Édition suivante
La saison 2013-2014 du Championnat du Bénin de football est la trente-cinquième édition de la Ligue 1, le championnat national de première division au Bénin. Les quatorze équipes engagées sont regroupées au sein d'une poule unique où elles s'affrontent à deux reprises, à domicile et à l'extérieur. En fin de saison, les deux derniers du classement sont relégués et remplacés par les deux meilleurs clubs de deuxième division.
C'est le club des Buffles du Borgou qui remporte la compétition cette saison après avoir terminé en tête du classement, avec un seul point d'avance sur les Panthères de Djougou et trois sur l’un des promus, Ayéma FC. C'est le troisième titre de champion du Bénin de l'histoire du club.
Le tenant du titre, la JA Plateau, ne parvient pas à défendre son titre puisqu’à mi-saison, le club est rétrogradé en ligue régionale à la suite de son forfait lors de la 14e journée du championnat.

## Participants
- AS Dragons de l'Ouémé
- Mogas 90 FC
- Ayéma FC - Promu de Ligue 2
- Panthères de Djougou
- AS Oussou Saka
- Avrankou omnisports
- AS Police
- Energie Sport FC - Promu de Ligue 2
- JA Plateau
- ASPA Cotonou
- AS Tonnerre de Bohicon
- Buffles du Borgou
- USS Kraké
- Adjobi FC

## Compétition

### Classement
Le classement est établi sur le barème de points suivant : victoire à 3 points, match nul à 1, défaite à 0.
| Rang | Équipe                 | Pts | J  | G  | N  | P  | Bp | Bc | Diff |
| ---- | ---------------------- | --- | -- | -- | -- | -- | -- | -- | ---- |
| 1    | Buffles du Borgou      | 40  | 24 | 11 | 7  | 6  | 14 | 12 | +2   |
| 2    | Panthères de Djougou   | 39  | 24 | 10 | 9  | 5  | 21 | 11 | +10  |
| 3    | Ayéma FCP              | 37  | 24 | 10 | 7  | 7  | 16 | 13 | +3   |
| 4    | ASPA Cotonou           | 36  | 24 | 10 | 6  | 8  | 21 | 18 | +3   |
| 5    | Avrankou omnisports    | 35  | 24 | 7  | 14 | 3  | 17 | 12 | +5   |
| 6    | AS Dragons de l'Ouémé  | 33  | 24 | 8  | 9  | 7  | 26 | 19 | +7   |
| 7    | AS PoliceC             | 33  | 24 | 8  | 9  | 7  | 20 | 16 | +4   |
| 8    | Energie Sport FCP      | 33  | 24 | 8  | 9  | 7  | 20 | 17 | +3   |
| 9    | USS Kraké              | 32  | 24 | 7  | 11 | 6  | 19 | 18 | +1   |
| 10   | AS Tonnerre de Bohicon | 32  | 24 | 8  | 8  | 8  | 15 | 17 | -2   |
| 11   | Mogas 90 FC            | 32  | 24 | 9  | 5  | 10 | 15 | 18 | -3   |
| 12   | AS Oussou Saka         | 19  | 24 | 4  | 7  | 13 | 9  | 18 | -9   |
| 13   | JA PlateauT            | 9   | 13 | 1  | 6  | 6  | 4  | 17 | -13  |
| 14   | Adjobi FC              | 7   | 13 | 2  | 1  | 10 | 5  | 16 | -11  |

|  | Qualification pour la Ligue des champions de la CAF 2015                    |
|  | Qualification pour la Coupe de la confédération 2015                        |
|  | Exclusion du championnat en cours de saison                                 |
|  | T : Tenant du titre C : Vainqueur de la Coupe du Bénin P : Promu de Ligue 2 |

## Bilan de la saison
| Championnat du Bénin de football 2013-2014 |                              |
| Champion                                   | Buffles du Borgou (3e titre) |
| Coupes et trophées                         |                              |
| Vainqueur de la Coupe du Bénin 2013-2014   | AS Police                    |
| Qualifications continentales               |                              |
| Ligue des champions de la CAF 2015         | Buffles du Borgou            |
| Coupe de la confédération 2015             | AS Police                    |
| Promotions et relégations                  |                              |
| Promus en Ligue 1                          | Béké FC                      |
| Promus en Ligue 1                          | JS Agonlin                   |
| Relégués en Ligue 2                        | JA Plateau                   |
| Relégués en Ligue 2                        | Adjobi FC                    |